# Inishark
Inishark (Iers: Inis Airc), soms aangeduid met Shark Island is een in 1960 onbewoond geworden eiland ten oosten van een grotere eiland: Inishbofin. Beiden maken deel uit van het Ierse graafschap County Galway.

## Geschiedenis
De laatste 23 inwoners van de geïsoleerde gemeenschap van vissers en boeren in de twintigste eeuw werden geëvacueerd in oktober 1960. De bewoners konden niet van het eiland af in de voorgaande winter, wat de overheid uiteindelijk deed besluiten om hen te verhuizen. Het alternatief was het aanleggen van een dure steiger. Met deze gedwongen verhuizing kwam een einde aan bewoning van millennia, getuige de vele opgravingen uit Bronstijd (ca. 3000 tot 800 voor Christus) zoals begraafplaatsen en monumenten.  
De documentaire Inis Airc, Bás Oileáin (Inishark, Death of an Island), geproduceerd in 2007 door C-Board Films voor TG4, vertelt het verhaal van de laatste jaren van de menselijke bewoning en het verlaten van het eiland. De film, geproduceerd en geregisseerd door Kieran Concannon, bevat interviews met nog levende eilanders en een selectie van nieuwsuitzendingen van de evacuatie.

## Geologie
Net als bij het naastgelegen eiland, is de bodem van Inishark nagenoeg geheel samengesteld uit leisteen en schalie: gesteente dat gevormd is tijdens het Siluur (van 443,8 tot 419,2 miljoen jaar geleden). Het hoogste punt ligt 100 meter boven de zeespiegel (betreft hoogte zoals deze begin 21ste eeuw is gemeten).

## Religie
De beschermheilige van het eiland was Leo van Inis Airc, wie op het eilande leefde tussen de zesde en achtste eeuw. Op het eiland staat nog de ruïne van een naar hem vernoemde kerk uit de negentiende eeuw.

## Demografie
Werd het eiland bij begin van (betrouwbare) volkstelling in 1841 nog bewoond door 208 zielen, na schommelingen in negentiende eeuw nam dit aantal af vanaf de telling in 1881 naar 23 stuks. Van 1961 tot de telling in 2011 zijn er geen bewoners geteld. De gegevens zijn ontleend aan "Discover the Islands of Ireland" (Alex Ritsema, Collins Press, 1999) en de volkstelling van Ierland.